# Lasionycta ochracea
Lasionycta ochracea är en fjärilsart som beskrevs av Riley 1892. Lasionycta ochracea ingår i släktet Lasionycta och familjen nattflyn. Inga underarter finns listade i Catalogue of Life.